# Каждый из нас — Президент
«Каждый из нас — Президент» (укр. «Кожен із нас — Президент») — книга Юлии Мендель, пресс-секретаря президента Украины Владимира Зеленского, изданная в 2021 году харьковским издательством «Клуб семейного досуга».

## О книге

### Предыстория
8 июля 2021 года Юлия Мендель опубликовала фото обложки своей книги «Каждый из нас — Президент» (укр. Кожен із нас президент). Название книги — политический афоризм, который использовался Владимиром Зеленским в инаугурационной речи президента Украины.
Изданием книги занималось харьковское издательство Книжный клуб «Клуб семейного досуга», издана на двух языках: украинском и русском. Книга имеет 288 страниц, она издана в твердом переплете форматом 135х205 мм.
27 июля Юлия Мендель отправила свою книгу пресс-секретарю президента России Владимира Путина Дмитрию Пескову. Своё решение она мотивировала тем, что в её произведении есть «позиции, которые важно знать об Украине». В ответ, Песков пообещал ознакомиться с книгой Мендель.

### Содержание
По словам Юлии Мендель, книга посвящена украинской политике, работе-пресс-секретаря президента и содержит «некоторые инсайды принятых решений». Основной темой книги автор называет «самоидентификацию украинцев как нации».
Мендель также добавила, что пишет в ней «о некоторых процессах принятия решений, их обосновании», а также, что в книге «есть фактаж о геополитических вопросах и санкционной политике». Кроме того, по словам экс-пресс-секретаря президента, в книге идет речь «о развитии политической культуры в Украине в целом». В книге поднимаются вопросы давних проблем и общественных травм; содержит «некоторые внутренние политические кулуарные моменты, которые могут заставить людей изменить взгляд на кого-то или что-то в политике».

## Реакция критики
Книга Юлии Мендель вызвала бурную реакцию в социальных сетях. Многие украинские лидеры общественного мнения отреагировали на выход книги саркастически.
Украинская служба BBC отмечает, что «в своей книге бывшая (первая — как она сама себя называет) пресс-секретарша президента распаляет Петра Порошенко и Андрея Богдана, восхваляет Владимира Зеленского и Андрея Ермака, вспоминает «невероятные» глаза Меркель и «старость» Путина, а также возмущается «радикальными элитами», которые  недовольны политикой «мечтателя» президента». Газета «Сегодня» акцентирует на том, что Мендель «сравнила Зеленского с революцией и сделала выбор в его пользу».